# کلوینیتور
کلوینیتور (انگلیسی: Kelvinator) شرکت لوازم خانگی آمریکایی است، که در سال ۱۹۱۴ تأسیس شد.